# 소문난 잔치
"소문난 잔치"는 한국에서 제작된 고영남 감독의 1970년 영화이다. 허장강 등이 주연으로 출연하였고 전석진 등이 제작에 참여하였다.

## 출연

### 주연
- 허장강
- 김희갑
- 황정순

## 기타
- 조명: 이석천
- 미술: 노인택